# راهگاه گرم

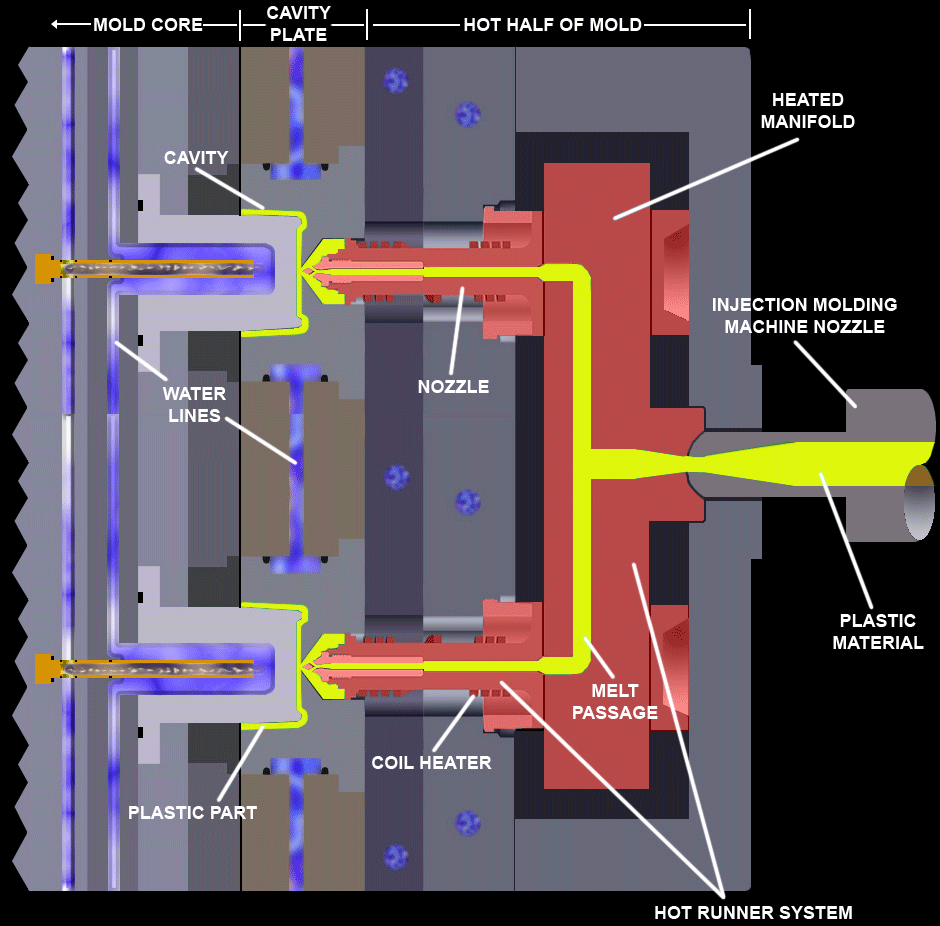
هنگام تزریق مذاب پلاستیک

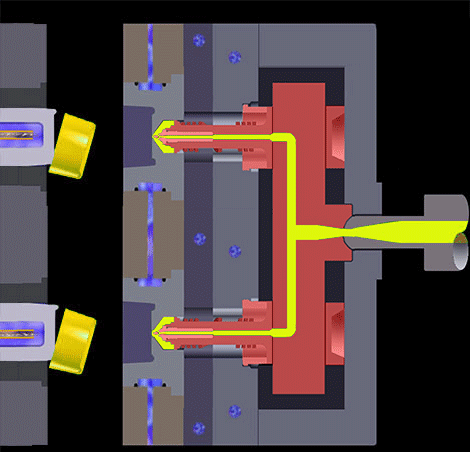
بعد از تزریق مذاب پلاستیک

راهگاه گرم (به انگلیسی: hot runner) که در صنعت قالب‌گیری تزریقی ( Injection Molding ) استفاده می‌شود، یک سیستم گرمایش داخلی است که به قالب تزریق پلاستیک برای قالب‌گیری قطعات منفرد یا چند قطعه به طور همزمان اضافه می‌شود. راهگاه های گرم راهگاه سرد را از بین می برند و پلاستیک مذاب را مستقیماً به داخل حفره قطعه قالب تزریق پلاستیک تزریق می کنند.
هنگام قالب گیری دو یا چند قطعه، یک راهگاه گرم از یک مَنیفولد ( Manifold ) گرم و نازِل برای رساندن پلاستیک مذاب به محل حفره هر قطعه استفاده می کند. هنگامی که قطعه از حفره‌های قالب خارج می‌شود، ممکن است یک بقایای دروازه کوچک در قسمتی که پلاستیک مذاب از نازِل راهگاه گرم وارد حفره می‌شود، قابل مشاهده باشد. سیستم راهگاه گرم توسط یک کنترل کننده دما کنترل می شود که روی دمای مذاب مواد تنظیم می شود و این دما را در طول فرآیند قالب گیری حفظ می کند.

راهگاه های گرم در دهه 1960 معرفی شدند و از آن زمان به سرعت به تکامل خود ادامه دادند. این سیستم ها تولید کنندگان را قادر می سازد تا ضایعات مواد را کاهش دهند، کنترل را بهبود بخشند و بهره وری را افزایش دهند.

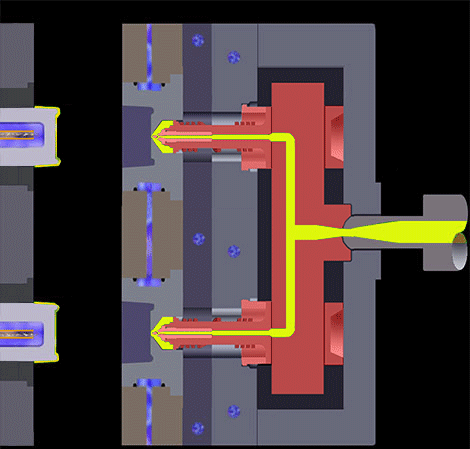
قبل از تزریق مذاب پلاستیک

#### ضایعات
مهمترین مزیت استفاده از فناوری راهگاه گرم این است که ضایعات را از بین می برد. این امر به ویژه در قالب های تزریق پلاستیک با حفره های متعدد صادق است. این سیستم‌های حرارت‌دهی داخلی، پلاستیک مذاب را مستقیماً بدون زباله‌های پلاستیکی دور ریخته شده به داخل حفره هر قسمت از قالب می‌رسانند.

#### زمان چرخه
با حذف راهگاه سرد، زمان چرخه قالب کاهش می یابد. از آنجایی که سیستم های راهگاه گرم پلاستیک را مستقیماً به داخل حفره تزریق می کنند، هیچ ماده اضافی نیازی به خنک شدن ندارد. زمان چرخه 10 درصد الی 30 درصد کوتاه تر می شود، هزینه های انرژی را کاهش می دهد و هر گونه عملیات ثانویه را حذف می کند.

#### کیفیت
قالب های راهگاه گرم عیوب قابل مشاهده ناشی از جداسازی راهگاه های سرد از قسمت قالب گیری شده را از بین می برند. شرایط آرایشی و ساختاری مانند خطوط تنش ( splay ) و علائم سینک نیز به حداقل می رسد زیرا پلاستیک دیگر از طریق یک راهگاه سرد در قالب حرکت نمی کند.

#### اتوماسیون
استفاده از راهگاه گرم فرآیندهای ثانویه جداسازی راهگاه از قطعه اصلی که نیاز به مداخله انسانی داشت را حذف کرده و اتوماسیون کامل ایجاد می کند که برای خطوط تولید در مقیاس بزرگ ایده آل است.

#### قابلیت سفارشی سازی
قالب‌های راهگاه گرم برای پاسخگویی به نیازهای مشتریان مختلف قابل تنظیم هستند. کاویتاسیون های قالب معمولی پیکربندی قطره های 2، 4، 8، 16، 32، 64 و 128 هستند. مَنیفولدهای سفارشی را می توان برای قالب گیری قطعات با اندازه های مختلف در یک قالب تولید کرد که به آن قالب خانواده می گویند. این امر با طراحی جریان‌های با اندازه‌های مختلف در مَنیفولد امکان‌پذیر می‌شود تا زمان پر شدن تمام قطعات برابر شود. تنظیم دقیق زمان پر شدن چندین قسمت در یک قالب مجهز به راهگاه گرم نیز ممکن است از طریق کنترل فرآیند قالب، مانند تنظیم دمای حفره قالب یا نازِل، انجام شود.
سیستم های راهگاه گرم دارای معایب بسیار کمی هستند.

#### هزینه
آنها هزینه اضافی برای یک قالب استاندارد هستند. سیستم های راهگاه گرم از کنترل کننده های دما استفاده می کنند که دمای اجزای گرم شده را تنظیم می کنند. این هزینه اضافی باید هنگام بودجه بندی برای سیستم راهگاه گرم در نظر گرفته شود.

#### طول عمر
سیستم‌های راهگاه گرم دارای اجزای زیادی هستند از جمله نوک نازِل، ترموکوپل، گرم کننده، پین دریچه‌های سوپاپ و موارد دیگر که هر کدام طول عمر مشخصی دارند.
سیستم‌های راهگاه گرم معمولی از چندین جزء ذکر شده تشکیل شده‌اند. این سیستم ها برای کنترل دقیق دما توسط یک کنترل کننده متشکل از گرم کننده و ترموکوپل استفاده می کنند.

#### رابط نازِل
رابط نازِل با نازِل دستگاه قالب گیری جفت می شود. این نقطه ورودی است که در آن پلاستیک از دستگاه قالب گیری تزریق جریان می یابد.

#### جریان مذاب
جریان مذاب گذر داخلی سیستم مَنیفولد داغ است. این گذرگاه داخلی طوری طراحی شده است که به پلاستیک مذاب اجازه می دهد تا به راحتی با فشار تزریق کم جریان یابد.

#### نازِل
نازِل جریان پلاستیک را به داخل صفحه حفره قالب داغ ادامه می دهد. نازِل تعادل حرارتی خوبی برای کنترل دقیق دما دارد. این برای کیفیت قطعه و راندمان قالب گیری مهم است.

#### نوک نازِل
نوک نازِل مذاب پلاستیک را مستقیماً به داخل حفره منتقل می کند. قالب راهگاه گرم دارای هندسه ماشینکاری در صفحات است تا نوک نازِل را بپذیرد.

### راهگاه گرم نوک داغ
در این نوع راهگاه گرم ، نوک داغ واقع در انتهای جلوی نازل با سیستم خنک کننده مطابقت دارد تا دمای پردازش قالب پلاستیک در دروازه را به طور دقیق تنظیم و کنترل کند. معمولاً برای قطعات کوچک‌تر است. نتیجه طراحی دقیق با نوک داغ یک بقایای کوچک 0.5 میلی متری تا 2 میلی متری روی قطعه است.

### راهگاه گرم با دروازه Sprue
در این نوع راهگاه گرم برای تزریق پلاستیک به داخل قالب از Sprue استفاده می شود تا فشار کم در دروازه به دست آید. برای پروژه های قالب گیری تزریقی با اندازه متوسط یا سنگین مناسب تر است. مزایای این سیستم این است که پلاستیک در هنگام عبور از دروازه برای پر کردن قالب، سرعت برش پایینی دارد، تنش پسماند پس از قالب‌گیری تزریقی و تغییر شکل کم است و استحکام مکانیکی قطعات نسبتاً خوب است.

### راهگاه گرم سوپاپ سوزنی
در این نوع راهگاه گرم از حرکت مکانیکی سوزن برای باز و بسته کردن نازِل استفاده می کند. سوزن سوپاپ عموماً با فشار مکانیکی پنوماتیک یا هیدرولیک کنترل می شود. این راهگاه می تواند کنترل برنامه باز و بسته شدن هر دروازه شیر را درک کند و به این معنی است که دریچه دوم را زمانی باز می کند که مذاب اول فقط از آن عبور کند. در این زمان می توان دریچه اول را بر حسب نیاز باز یا بسته کرد و این روند تا باز شدن تمام دروازه ها و پر شدن حفره قالب ادامه می یابد تا مذاب کاملاً جوش داده شود و محصولی بدون علامت جوش حاصل شود. این سبک برای مواد سخت مانند نایلون پر شده با شیشه استفاده می شود و این اجازه را می دهد تا بیشترین جریان مواد را بدون باقی ماندن اثری بر روی قالب داشته باشیم.
- گرمانرم
- طراحی قطعات پلاستیکی
- روزن رانی پلاستیک
- قالب گیری تزریقی

1. https://polyshot.com/what-is-a-hot-runner/
2. https://www.vem-tooling.com/hot-runner-systems/
3. https://www.plasticmoulds.net/hot-runner.html
4. https://www.moldmasters.com/blog/what-is-a-hot-runner

1. 1 2 3 4 5 6 7 8 9 10 11 12 13 14  «What Is a Hot Runner?». Polyshot Hot Runner Systems (به انگلیسی). دریافت‌شده در ۲۰۲۴-۰۴-۱۴.
2. ↑  max.zm (۲۰۲۴-۰۱-۰۸). «Hot Runner Systems». VEM Tooling (به انگلیسی). دریافت‌شده در ۲۰۲۴-۰۴-۱۴.
3. 1 2 3 4  «Hot Runner System For Injection Mold». www.plasticmoulds.net (به انگلیسی). ۲۰۱۹-۰۷-۳۱. دریافت‌شده در ۲۰۲۴-۰۴-۱۴.